# پاتریک هاینس
پاتریک هاینس (انگلیسی: Patrick Hines؛ ‏ ۱۷ مارس ۱۹۳۰ – ۱۲ اوت ۱۹۸۵) بازیگر اهل ایالات متحده آمریکا بود.
از فیلم‌ها یا برنامه‌های تلویزیونی که وی در آن نقش داشته‌است، می‌توان به گذرگاهی به هند، آمادئوس، خون‌ریزی و ۱۷۷۶ اشاره کرد.